# Melanogryllus chopardi
Melanogryllus chopardi är en insektsart som beskrevs av Bei-bienko 1968. Melanogryllus chopardi ingår i släktet Melanogryllus och familjen syrsor. Inga underarter finns listade i Catalogue of Life.